# Плакия
Плакията е второ ястие, характеризиращо се с ясно изразен вкус и миризма на чесън и други подправки, леко кисели.
Сервират се охладени до стайна температура. Приготвят се чрез варене и след това запичане на зеленчуци, варива, гъби, риба. За приготвяне на плакиите се използват различни продукти - варива, зелен фасул, картофи, гъби, цветно зеле, пиперки, тиквички, патладжани, риба. За обогатяване на състава и подобряване на цвета, аромата и вкуса освен посочените основни продукти се употребяват още и червени домати, моркови, целина, лук, черен пипер, дафинов лист, магданоз, чесън, лимон или винена киселина.
Плакията се приготвя, като основният продукт и ароматичните зеленчуци се нарязват на тънки филийки или на кубчета и заедно с черния пипер и част от чесъна се варят до почти пълно омекване. За получаване на по-приятен външен вид, аромат и вкус ароматичните зеленчуци и част от червените домати предварително се задушават. След това всичко се поставя в тава, прибавят се мазнина, лук, запърженото или размито във вода сурово брашно, останалата част от счукания чесън и дребно нарязаните домати и подправките. Най-отгоре се нареждат филийки червени домати и лимон (при необходимост лимонът може да се замени с оцет, винена или лимонена киселина). След това се запича за 10-15 min във фурна.
Готовата плакия трябва да остане почти на мазнина, с добре омекнали продукти.